# Directivă (Uniunea Europeană)
O directivă este un act legislativ al Uniunii Europene care stabilește un obiectiv ce trebuie atins de statele membre, însă le lasă libertatea să aleagă cum îl vor transpune în legislația națională. Aceasta se aplică indirect, prin adoptarea unor legi naționale noi sau prin modificarea celor existente.
Baza legală a directivelor este articolul 288 din Tratatul privind funcționarea Uniunii Europene (TFUE), care prevede că o directivă „este obligatorie pentru fiecare stat membru destinatar cu privire la rezultatul care trebuie atins, lăsând autorităților naționale competența în ceea ce privește forma și mijloacele.”
Atunci când sunt adoptate, directivele oferă statelor membre un calendar pentru punerea în aplicare a rezultatului preconizat. Ocazional, legile unui stat membru pot respecta deja acest rezultat, iar statul implicat ar fi obligat doar să-și mențină legile în vigoare. Dacă un stat nu o transpune corect sau la timp, Comisia Europeană poate iniția acțiuni legale împotriva acestuia la Curtea de Justiție a Uniunii Europene (CJUE).